# JULIETTE
「JULIETTE」（ジュリエット）は、SHINeeの2枚目のシングル。2011年8月29日にEMIミュージック・ジャパンから発売された。

## 解説
韓国の男性グループ、SHINeeの日本2ndシングル。この曲は2009年5月25日に韓国で発売された、2nd Mini Album「ROMEO」に収録されている『JULIETTE』の日本語版である。
ミュージックビデオには、SMエンタテインメント所属の女優Araが出演している。韓国語・日本語版『JULIETTE』は作曲家Remeeの作品で、コービン・ブルーの「Deal With It」は原曲であり、SHINeeの『JULIETTE』はリメイク(カバー)曲となる。
カップリング曲の『Kiss Kiss Kiss』は日本デビュー後、初のオリジナル曲である。韓国語版の『JULIETTE』は、メンバーのジョンヒョンによる作詞。初回生産限定盤Type A・Bと通常盤の3形態でのリース。初回生産限定盤はCD+DVD+フォトブックレット68P、バッチ型 MP3プレーヤーJULIETTEオリジナルPLAYBUTTON付き、特典トレーディングカードを全5種の中からランダムで1種封入。2011年 9月12日付、オリコン週間シングルランキングの3位に初登場。

## 収録曲

### CD
初回限定盤
1. JULIETTE
  - 日本語詞：NATSUMI KOBAYASHI、作曲：MIKKEL REMEE SIGVARDT/JAY SEAN/MICH HANSEN/JOSEPH BELMAATI、編曲：CHO YONG HOON/JUN HONG SUNG
  - ライトオン「SHINee×NEW SHINY DENIM」キャンペーン・ソング
2. Kiss Kiss Kiss
  - 作詞：Ryosuke "Dr.R" Sakai、作曲：Chris Meyer/Carl Utbult、編曲：Carl Utbult/Chris Meyer
3. JULIETTE [Korean ver.]
  - 韓国語詞：KIM JONGHYUN、作曲：MIKKEL REMEE SIGVARDT/JAY SEAN/MICH HANSEN/JOSEPH BELMAATI、編曲：CHO YONG HOON/JUN HONG SUNG
4. Kiss Kiss Kiss[Instrumental]

通常盤
1. JULIETTE
2. Kiss Kiss Kiss

### DVD
初回生産限定盤（Type A）
1. JULIETTE Music Video
2. JULIETTE Dance Music Video[Type A]
3. JULIETTE Teaser

初回生産限定盤（Type B）
1. JULIETTE Music Video
2. JULIETTE Dance Music Video[Type B]
3. JULIETTE Teaser

通常盤
1. JULIETTE Music Video
2. JULIETTE Jacket Shooting Sketch
3. JULIETTE Music Video Shooting Sketch
4. JULIETTE Teaser